# Gran Galà del calcio AIC 2022

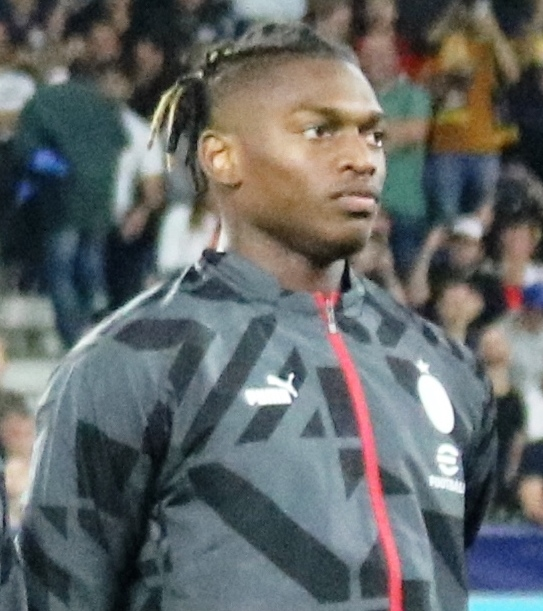
Il portoghese Rafael Leão, migliore calciatore assoluto al Gran Galà del calcio AIC 2022.

Il Gran Galà del calcio AIC 2022 è stata la dodicesima edizione dell'omonima manifestazione in cui sono stati premiati, da parte dell'Associazione Italiana Calciatori, i protagonisti del calcio italiano per la stagione 2021-2022.
I riconoscimenti sono stati resi noti il 17 ottobre 2022.
Protagonista dell'edizione è stato il Milan, capace di primeggiare, tramite i suoi tesserati, nella squadra dell'anno con quattro elementi, nonché nei riconoscimenti riservati al miglior calciatore assoluto, Rafael Leão, e al miglior allenatore, Stefano Pioli. Il Milan è stata premiato anche, per la prima volta, come miglior società.

## Vincitori
Squadra dell'anno (calcio maschile)
| Ruolo | Naz.                   | Giocatore               | Squadra             |
| ----- | ---------------------- | ----------------------- | ------------------- |
| P     | Francia (bandiera)     | Mike Maignan            | Milan               |
| D     | Italia (bandiera)      | Giovanni Di Lorenzo     | Napoli              |
| D     | Brasile (bandiera)     | Gleison Bremer          | Torino              |
| D     | Inghilterra (bandiera) | Fikayo Tomori           | Milan               |
| D     | Francia (bandiera)     | Theo Hernández          | Milan               |
| C     | Italia (bandiera)      | Nicolò Barella          | Inter               |
| C     | Croazia (bandiera)     | Marcelo Brozović        | Inter               |
| C     | Serbia (bandiera)      | Sergej Milinković-Savić | Lazio               |
| A     | Portogallo (bandiera)  | Rafael Leão             | Milan               |
| A     | Serbia (bandiera)      | Dušan Vlahović          | Fiorentina Juventus |
| A     | Italia (bandiera)      | Ciro Immobile           | Lazio               |

Migliore calciatore assoluto
| Piazzamento | Giocatore   | Squadra |
| ----------- | ----------- | ------- |
| Vincitore   | Rafael Leão | Milan   |

Migliore allenatore
| Piazzamento | Allenatore    | Squadra |
| ----------- | ------------- | ------- |
| Vincitore   | Stefano Pioli | Milan   |

Migliore calciatore della Serie B
| Piazzamento | Giocatore      | Squadra   |
| ----------- | -------------- | --------- |
| Vincitore   | Federico Gatti | Frosinone |

Miglior società
| Piazzamento | Società calcistica |
| ----------- | ------------------ |
| Vincitore   | Milan              |

Gol dell'anno
| Piazzamento | Giocatore      | Squadra | Partita                           |
| ----------- | -------------- | ------- | --------------------------------- |
| Vincitore   | Theo Hernández | Milan   | Milan - Atalanta (15 maggio 2022) |

Migliore arbitro
| Piazzamento | Arbitro        |
| ----------- | -------------- |
| Vincitore   | Daniele Orsato |

Squadra dell'anno (calcio femminile)
| Ruolo | Naz.               | Giocatrice             | Squadra  |
| ----- | ------------------ | ---------------------- | -------- |
| P     | Francia (bandiera) | Pauline Peyraud-Magnin | Juventus |
| D     | Italia (bandiera)  | Lisa Boattin           | Juventus |
| D     | Italia (bandiera)  | Elena Linari           | Roma     |
| D     | Italia (bandiera)  | Martina Lenzini        | Juventus |
| D     | Italia (bandiera)  | Maria Luisa Filangeri  | Sassuolo |
| C     | Italia (bandiera)  | Arianna Caruso         | Juventus |
| C     | Italia (bandiera)  | Giada Greggi           | Roma     |
| C     | Brasile (bandiera) | Andressa Alves         | Roma     |
| C     | Italia (bandiera)  | Flaminia Simonetti     | Inter    |
| A     | Italia (bandiera)  | Sofia Cantore          | Sassuolo |
| A     | Italia (bandiera)  | Valentina Bergamaschi  | Milan    |

Calciatrice dell'anno
| Piazzamento | Giocatrice   | Squadra  |
| ----------- | ------------ | -------- |
| Vincitrice  | Lisa Boattin | Juventus |

Gol dell'anno (femminile)
| Piazzamento | Giocatrice      | Squadra  | Partita                          |
| ----------- | --------------- | -------- | -------------------------------- |
| Vincitrice  | Martina Rosucci | Juventus | Juventus - Roma (2 ottobre 2021) |